# Акиак (аэропорт)
Аэропорт Акиак (англ. Akiak Airport), (ИАТА: AKI, ИКАО: PFAK, FAA LID: AKI) — государственный гражданский аэропорт, расположенный в городе Акиак (Аляска), США.
По данным статистики Федерального управления гражданской авиации США услугами Аэропорта Акиак в 2007 году воспользовалось 1983 пассажира, что на 34 больше аналогичного показателя за 2006 год (1483 человека).

## Инфраструктура
Аэропорт Акиак занимает площадь в 24 гектар, расположен на высоте 9 метров над уровнем моря и эксплуатирует одну взлётно-посадочную полосу:
- 3/21 размерами 974 x 23 метров с гравийным покрытием.[1]